# Amauroderma rugosum
Amauroderma rugosum är en svampart som först beskrevs av Carl Ludwig Blume och Theodor Friedrich Ludwig Nees von Esenbeck, och fick sitt nu gällande namn av Camillo Torrend 1920. Amauroderma rugosum ingår i släktet Amauroderma och familjen Ganodermataceae. Inga underarter finns listade i Catalogue of Life.